# Цуцулин (річка)
Цуцулин — річка у Косівському та Коломийському районах Івано-Франківської області, права притока Пруту (басейн Дунаю).

## Опис
Довжина річки 11 км., похил річки — 8,4 м/км. Формується з багатьох струмків та 1 водойми. Площа басейну 43,2 км².

## Розташування
Бере початок у селі Кривоброди. Тече переважно на північний захід і на північній околиці села Ганнів впадає у річку Прут, ліву притоку Дунаю. 
Населені пункти вздовж берегової смуги:Гуцулівка, Трач, Корости, Цуцулин, Дебеславці, Ганнів.